# Brachylomia incerta
Brachylomia incerta är en fjärilsart som beskrevs av Köhler 1952. Brachylomia incerta ingår i släktet Brachylomia och familjen nattflyn. Inga underarter finns listade i Catalogue of Life.